# Люкин, Настя
Настя Люкин (англ. Anastasia 'Nastia' Liukin, урождённая Анастаси́я Вале́рьевна Лю́кина; 30 октября 1989, Москва) — американская гимнастка. Чемпионка мира 2005 и 2007 годов в упражнениях на бревне, чемпионка мира 2005 года в упражнениях на брусьях; четырёхкратная чемпионка США (дважды среди юниоров); Олимпийская чемпионка и серебряный призёр в командных соревнованиях по спортивной гимнастике Олимпийских игр 2008 года в Пекине.

## Детство
Настя Люкина родилась 30 октября 1989 года в Москве. Она — единственный ребёнок известных советских спортсменов: олимпийского чемпиона 1988 года по спортивной гимнастике Валерия Люкина и чемпионки мира 1987 года по художественной гимнастике Анны Кочневой. После распада Советского Союза в возрасте двух с половиной лет Настя с родителями переехала в Новый Орлеан, а потом — в Техас.
Люкина свободно говорит на английском и русском. Весной 2007 года окончила академию Spring Creek, расположенную в Плейно, штат Техас.. В январе 2008 года она была зачислена в Southern Methodist University, но взяла отпуск, чтобы сосредоточиться на подготовке к Олимпийским играм в Пекине.

## Начало карьеры
Люкина начала заниматься гимнастикой в возрасте трёх лет: она всегда была около спортзала, так как её родители не могли позволить себе нанять няню, которая бы присматривала за Настей. Родители Люкиной не собирались растить из дочери гимнастку, по своему опыту зная обо всех трудностях профессионального спорта, но, заметив её способности, изменили свои планы.
В 2002 году Люкина приняла участие в своём первом крупном соревновании — национальном чемпионате США в юниорском разряде. В отличие от своих партнёров по Олимпийской гимназии — Карли Паттерсон и Холи Вайс, которые выиграли первое и второе месте соответственно, — упала с брусьев. В итоге она стала 15-й, попав в национальную сборную США. Она представляла США на Панамериканских играх 2002 года, где принесла в копилку команды золото и стала второй в соревнованиях на брусьях, бревне и многоборье.
К 2003 году Люкина стала одной из сильнейших гимнасток молодёжной команды США. Она выиграла Национальный чемпионат США в юниорском разряде, а также завоевала три золотых медали в отдельных видах: брусья, бревно и вольные упражнения, а в 2004 году повторила это достижение. Люкина была членом команды США, победившей на Панамериканских играх 2003 года, заняла второе место в многоборье, уступив своей напарнице по сборной Челси Мэмел. Кроме того, она победила в многоборье на Тихоокеанском чемпионате 2004 года.
Люкина оказалась слишком молодой для участия в Олимпийских играх в Афинах 2004 года. Но её выступления за молодёжную сборную были сопоставимы с достижениями взрослых, и Марта Кароли, координатор национальной сборной США, заявила, что Настя была достойна выступления в олимпийской сборной.

## Профессиональная карьера

### 2005—2006

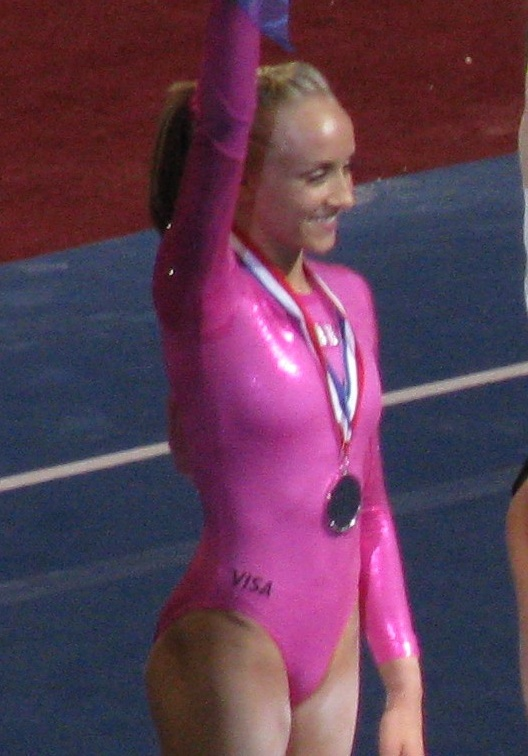
На чемпионате США 2008 года Настя Люкин завоевала серебро в многоборье

В 2005 году Люкина победила в своём первом взрослом национальном чемпионате и выиграла золото на брусьях и бревне. На чемпионате мира 2005 года в Мельбурне она стала первой в отборочном этапе многоборья. В финале она набрала равное с Челси Мэмел количество очков, но из-за особенностей подсчёта общий балл Люкиной оказался ниже, и она заняла второе место. Окончательный итог: Мэмел 37,824; Люкина 37,823. Такой разрыв ранее был зафиксирован лишь в финале многоборья чемпионата мира 1985 года, где в битве за золото сошлись советские гимнастки Елена Шушунова и Оксана Омельянчик. В финалах дисциплин Настя выиграла золото в соревнованиях на брусьях и бревне, опередив Мэмел, и завоевала серебро в вольных упражнениях, проиграв Алишии Сэкромоуни.
В марте 2006 года Люкина стала лучшей в многоборье на Кубке Америки. На Тихоокеанском чемпионате 2006 года Люкина боролась за первенство в многоборье с Мэмел: завоевала золото в выступлениях на брусьях и серебро на бревне и стала чемпионкой. В 2006 году она защищала свой титул на соревнованиях в Америке, но падение на брусьях оставило её лишь на четвёртом месте. Тем не менее, она добилась отличного результата на бревне, получив более 16 баллов за выступление.
В конце августа 2006 года Люкина успешно защитила свои титулы чемпионки США в многоборье, бревне, брусьях, став двукратной победительницей национального чемпионата. Она вошла в состав сборной США на чемпионате мира по спортивной гимнастике 2006 года, проходившего в Дании, и многими рассматривалась как фаворит соревнований. Однако из-за травмы голеностопа, полученной на тренировке, она участвовала лишь в соревнованиях на брусьях. Несмотря на травму, в квалификационном раунде Люкина набрала 16,2 балла — самый высокий балл на тех соревнованиях. В финале командных соревнований она набрала 15,7 балла и помогла США завоевать серебряные награды. Настя выиграла серебро и в финале соревнований на брусьях, уступив с 16,05 баллами Элизабет Твиддл из Великобритании.

### 2007
Травма голеностопа потребовала операции, и из-за длительного восстановительного периода Люкина пропустила бо́льшую часть национальных и международных соревнованиях того года. В июле 2007 года, всё ещё восстанавливаясь от травмы, она приняла участие в Панамериканских играх в Рио-де-Жанейро. Она соревновалась только на брусьях и бревне, выиграв золото в командном зачёте и две серебряные награды в этих дисциплинах в индивидуальном разряде.
Несмотря на ограниченные возможности для тренировок, летом 2007 года Люкина решила участвовать в многоборье на национальном чемпионате США. Она получила самый высокий балл, когда-либо полученный на брусьях, и второй результат на бревне, в итоге третий год подряд став чемпионкой на брусьях и выиграв серебро на бревне. Однако из-за нескольких ошибок в зачёте многоборья она оказалась на третьем месте, проиграв золотой медалистке Шон Джонсон более 5 очков.
После национального чемпионата Люкина была включена в состав сборной США. На брусьях Люкина набрала 16,375 очка, что стало самым высоким баллом на чемпионате. В конце своего выступления на бревне она поскользнулась, но сборная США сумела в сумме набрать 184,400 очков и почти на балл опередила сборную Китая, выиграв золото.
Неудачи Люкиной продолжились и в финале многоборья, где она упала в предварительном раунде. Несмотря на 16,100 очков, полученных на брусьях, она закончила раунд на пятой позиции. Но в финале Люкина собралась и вернула себе титул чемпионки мира на бревне, получив 16,025 баллов. Вдобавок, она завоевала серебро на брусьях, получив 16,300.

### 2008

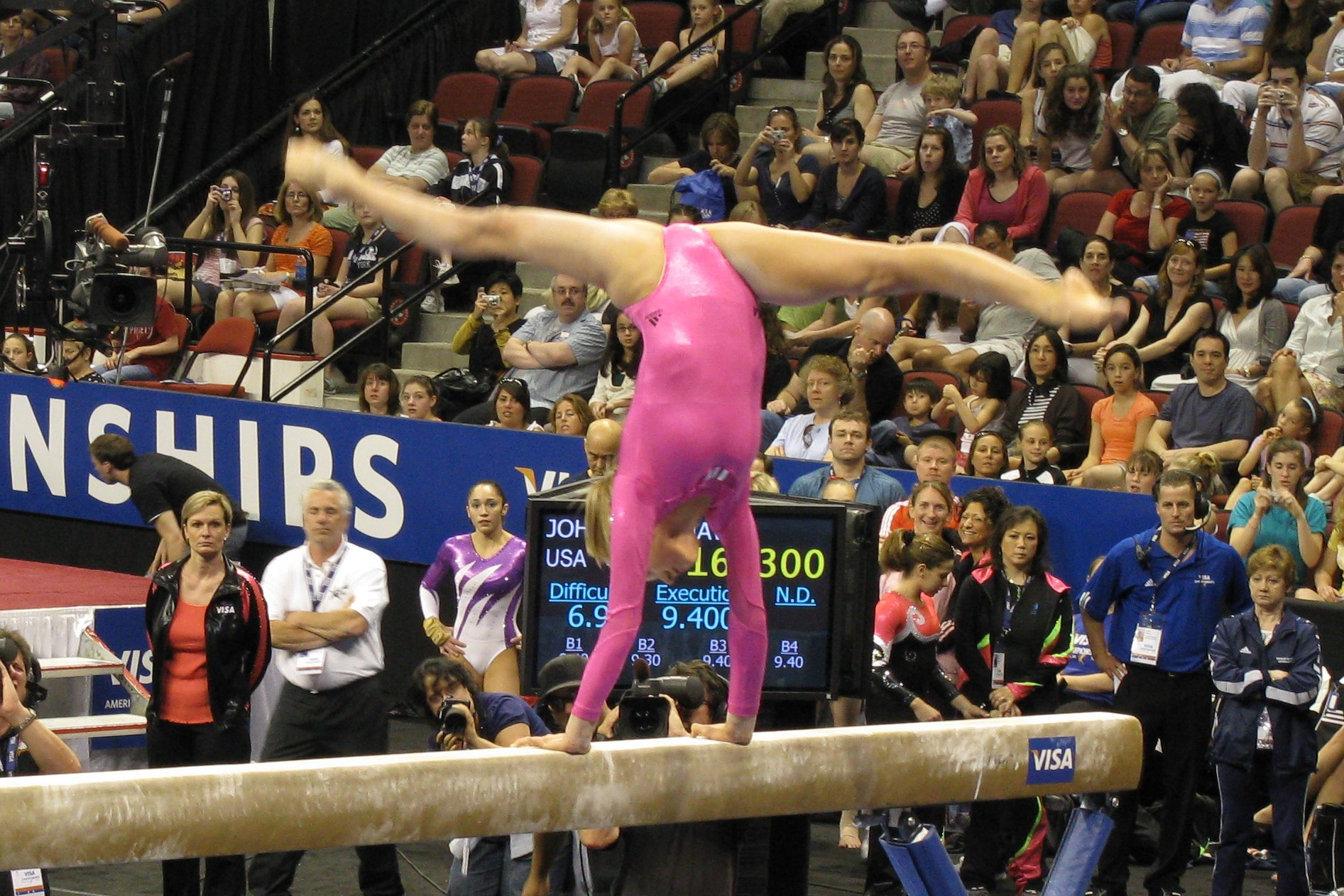
Люкин на чемпионате США 2008 года

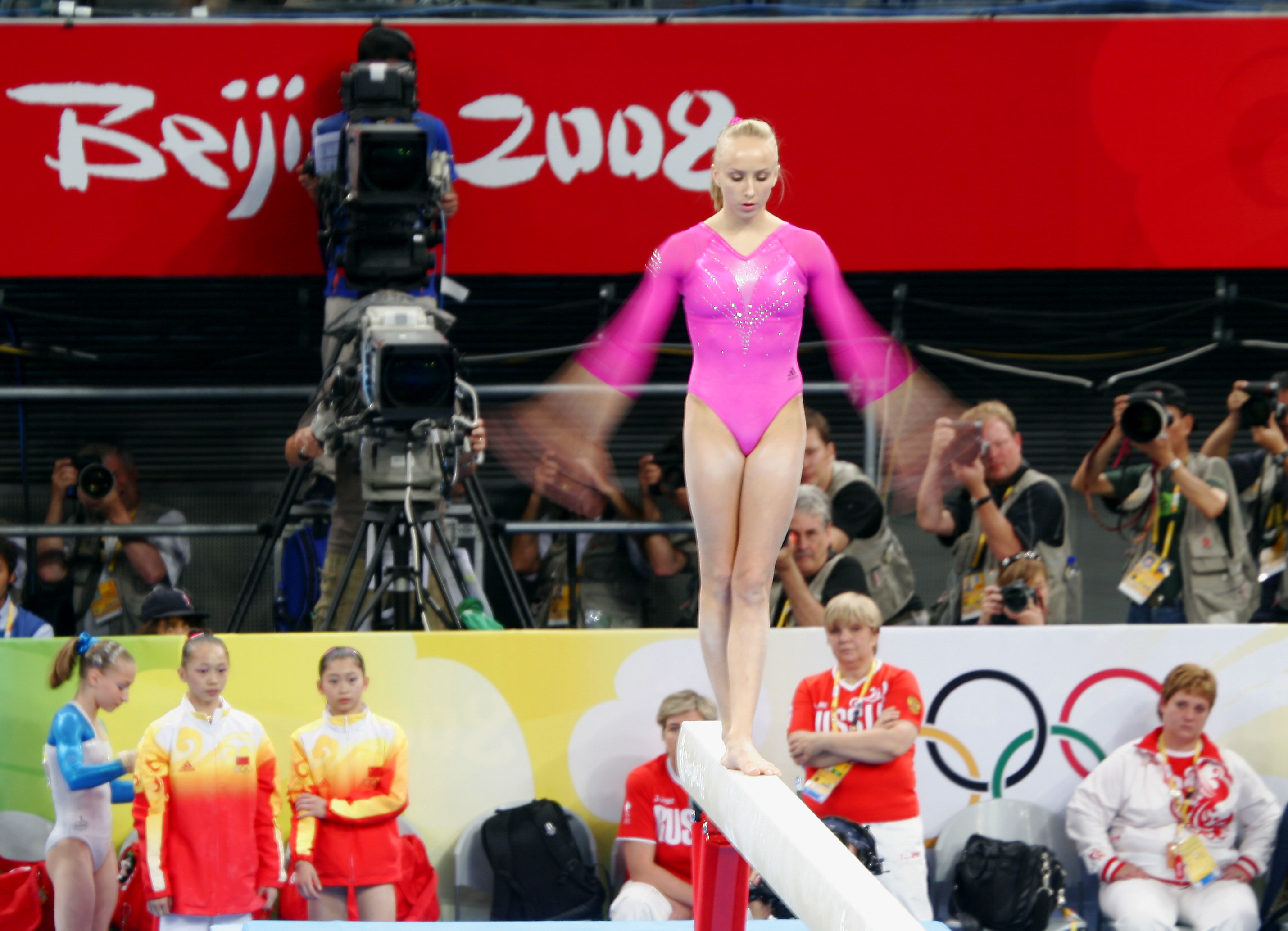
Люкин на Олимпиаде-2008 в Пекине

Первым соревнованием 2008 года для Люкиной стал Кубок Америки, проходивший в Нью-Йорке, где она отобрала свой титул у Шон Джонсон. На брусьях Настя получила высочайший балл соревнований — 16,600. В марте Люкина приняла участие в Азиато-Тихоокеанском чемпионате в Сан-Хосе, где она помогла сборной США завоевать золото и выиграла титулы в многоборье и соревнованиях на бревне. В командных соревнованиях Люкина получила балл, которого ранее никто не достигал, — 16,650 на брусьях, но в финале она ошиблась и заняла второе место с оценкой 15,225.
На национальном чемпионате США 2008 года в Бостоне Люкина упала ещё в первый день соревнований, но сильные выступления в других дисциплинах позволили ей занять второе место после Шон Джонсон. Она вернула свой титул в соревнованиях на бревне и защитила титул в соревнованиях на брусьях, уже четвёртый год подряд удерживая звание чемпиона в этой дисциплине, получив 17,050 в предварительном раунде и 17,100 в финале (что стало самым высоким баллом, который когда-либо получал американский гимнаст). В июне Люкина приняла участие в олимпийском отборочном турнире в Филадельфии, заняв второе место после Джонсон и отправившись с национальной командой в Пекин.

### Олимпиада-2008
В предварительном раунде многоборья Люкина набрала 62,375 балла, став второй, уступив лишь своей подруге по сборной Шон Джонсон. В индивидуальном зачёте Люкина прошла в финал трёх дисциплин: бревно, брусья и вольные упражнения.
В командном финале Люкина приняла участие в соревнованиях на бревне, брусьях и вольных упражнениях. На брусьях она получила 16,900 — высший балл соревнований, на бревне стала второй с 15,975. В ходе вольных упражнений Настя вышла за пределы площадки и получила штраф 0,1 балла. В итоге сборная США завоевала серебро, уступив сборной Китая 2,375 балла.
15 августа Люкина выиграла многоборье с окончательным счётом 63,325. Второй стала Джонсон со счётом 62,725. В истории соревнований это стало третьим случаем, когда американская спортсменка выиграла многоборье, четвёртым случаем, когда 2 спортсмена одной сборной заняли первые два места многоборья.
В индивидуальном зачёте вольных упражнений Люкина завоевала бронзовую награду. На брусьях Люкина уступила китаянке, став серебряной медалисткой. В финале на бревне Люкина стала второй после Шон Джонсон. Завоевав в Пекине пять олимпийских медалей, Люкина стала одной из самых богатых медалями гимнасток американской сборной.

### После Олимпиады

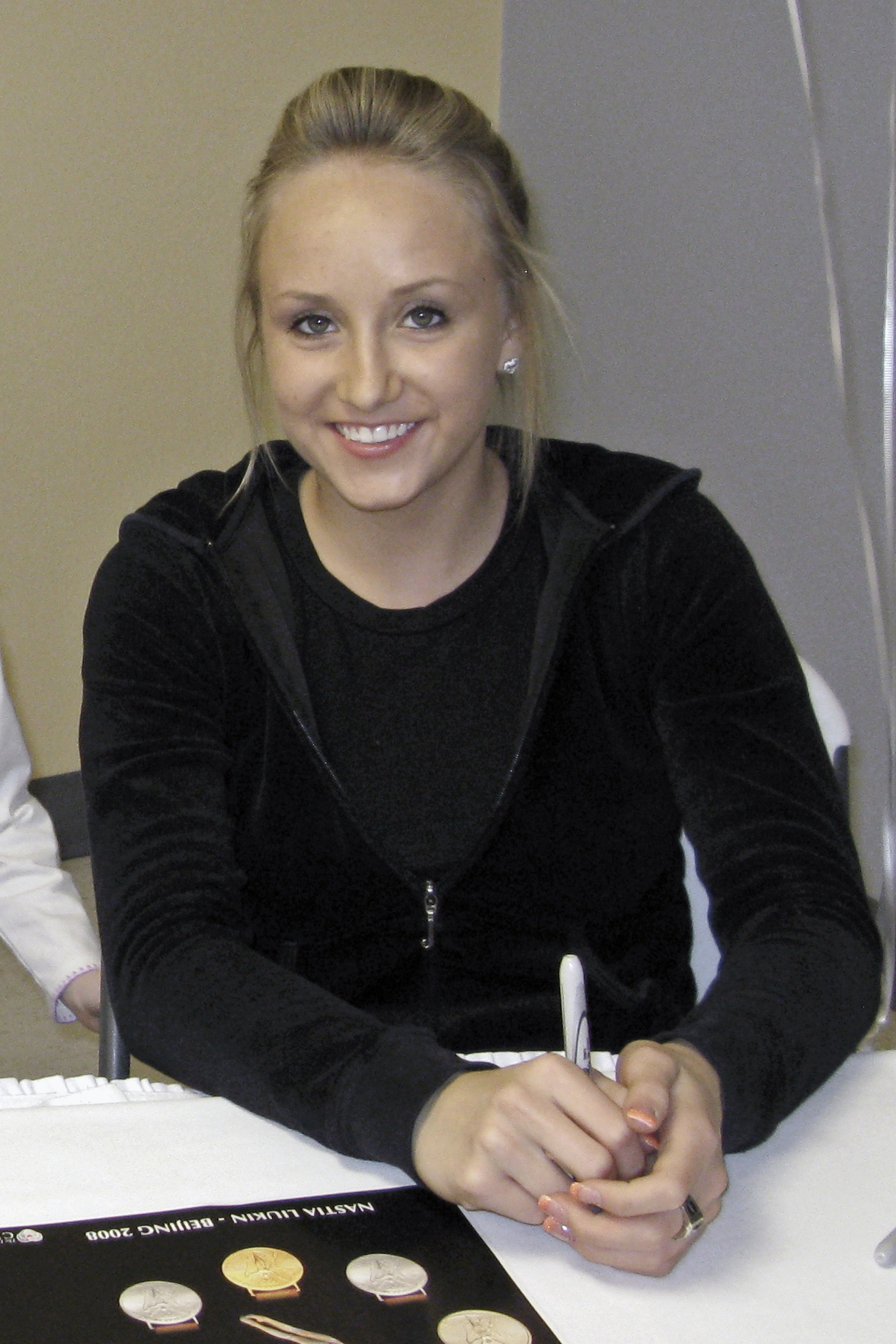
Настя Люкин в 2009 году

В 2009 году Настя объявила об уходе из гимнастики, но решила вернуться в 2012 году на американском национальном чемпионате Visa. В квалификации на турнире U.S.Secret Classic она выступила на бревне и заработала 14,900 баллов, получив право выступить на чемпионате Visa. В финальном этапе Люкин заработала в двух попытках 15,100 и 14,100 баллов соответственно, заняв 6-е место, а на разновысоких брусьях с баллами 13,150 и 13,650 заняла только 20-е место. Тем не менее, Насте разрешили выступить на олимпийском отборе, где в финале она выступила неудачно, сорвавшись с брусьев (13,950 баллов). На бревне Настя набрала 14,950 баллов, чего также не хватило для квалификации. Несмотря на своё непопадание на Игры, она удостоилась аплодисментов от 18 тысяч зрителей. На Олимпиаде в Лондоне Настя Люкин присутствовала уже как представительница атлетов от Международной федерации гимнастики.
В настоящее время Настя работает комментатором на телеканале NBC, освещая спортивные события Олимпийских игр. Она была ведущей ток-шоу «The Olympic Zone» на Зимней Олимпиаде в Сочи и параллельно работала специальным корреспондентом в Сочи.
С 2010 года в США ежегодно проводится Кубок Насти Люкин — национальный американский турнир по спортивной гимнастике среди девочек.

## Другие достижения
Кроме спортивных выступлений, Люкина известна своими появлениями на телевидении, особенно в рекламных роликах: клип компании Adidas с Надей Команечи, ротировавшийся во время Олимпиады-2004, клип платёжной системы Visa. Настя также сыграла в фильме Stick It, вышедшем в апреле 2006 года. После этого она выразила желание стать актрисой.
У Люкиной есть несколько спонсоров, таких как Visa, AT&T, GK Elite Sportswear, Longines и Adidas. Настя является лицом компании Longines с 2006 года. С июня 2008 года Люкина и её подруги по сборной Шон Джонсон и Алисия Сакрамоне представляют компанию CoverGirl. Кроме того, у Люкиной есть своя собственная линия гимнастического оборудования, в которое входят маты и брёвна.
После Олимпийских игр Люкина была гостем многих ток-шоу, в том числе «Late Night with Conan O’Brien» и «The Oprah Winfrey Show». Она также появится в одном из эпизодов сериала «Gossip Girl», а также «Hellcats» (сезон 01, эпизод 19; 19-я минута).

## Личная жизнь
В феврале 2010 года журнал People Magazine утверждал, что Настя встречается с фигуристом Эваном Лайсачеком, что опроверг сам Эван в интервью Entertainment Tonight, сказав, что они просто близкие друзья. С января 2013 по май 2016 годы Настя Люкин обучалась в Нью-Йоркском университете, изучая спортивный менеджмент и психологию.
1 июня 2015 года Настя объявила о помолвке со своим другом Мэттом Ломбарди, игравшем в хоккей за Бостонский колледж. В ноябре 2018 года стало известно, что Настя разорвала помоловку с Ломбарди. В настоящее время встречается с Сэмом Мартином, игроком в американский футбол из клуба «Детройт Лайонс».

## Избранная фильмография
| Год  |   | Русское название | Оригинальное название | Роль                     |
| ---- | - | ---------------- | --------------------- | ------------------------ |
| 2008 | с | Сплетница        | Gossip Girl           | в роли самой себя        |
| 2011 | с | Адские кошки     | Hellcats              | девушка на сборе средств |

## Награды

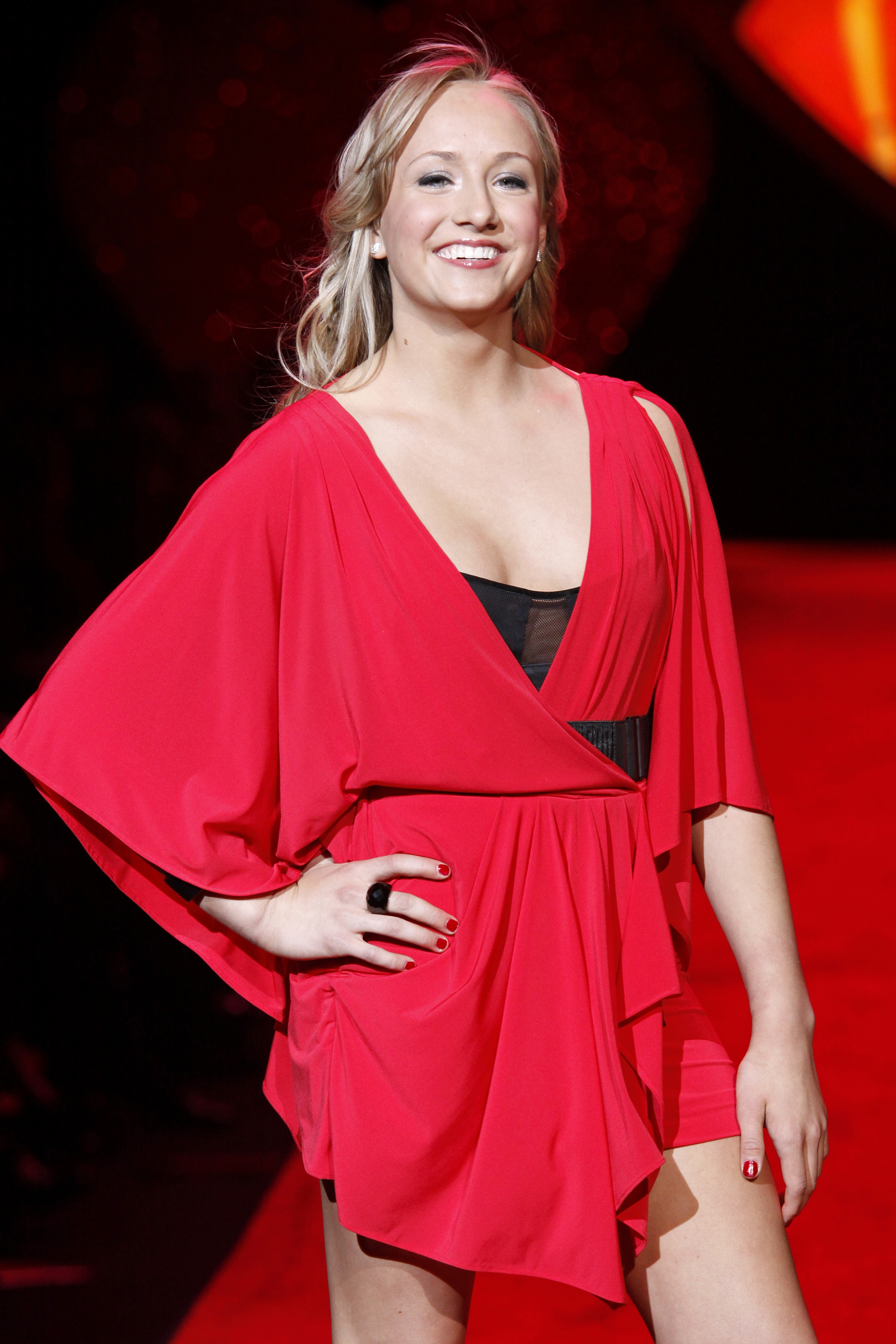
Анастасия Люкин на Неделе моды в Нью-Йорке 2009 года

| Год  | Событие                                 | МБ | Команда | ОП | БР | РБ | ВУ |
| ---- | --------------------------------------- | -- | ------- | -- | -- | -- | -- |
| 2002 | Национальный чемпионат США (юниоры)     | 15 |         |    | 5  |    | 5  |
| 2002 | Панамериканский чемпионат среди юниоров | 2е | 1е      |    | 2е | 2е |    |
| 2003 | Национальный чемпионат США (юниоры)     | 1е |         |    | 1е | 1е | 1е |
| 2003 | Панамериканские игры                    | 2е | 1е      |    | 1е | 3е | 3е |
| 2004 | Национальный чемпионат США (юниоры)     | 1е |         |    | 1е | 1е | 1е |
| 2004 | Тихоокеанский чемпионат (юниоры)        | 1е | 1е      |    | 1е | 1е | 1е |
| 2005 | Национальный чемпионат США              | 1е |         | 4  | 1е | 1е | 2е |
| 2005 | Чемпионат мира                          | 2е |         |    | 1е | 1е | 2е |
| 2005 | Кубок Америки                           |    |         |    | 1е |    |    |
| 2006 | Национальный чемпионат США              | 1е |         |    | 1е | 1е | 7  |
| 2006 | Чемпионат мира                          |    | 2е      |    |    | 2е |    |
| 2006 | Тихоокеанский чемпионат                 | 1е | 1е      |    | 2е | 1е |    |
| 2006 | Кубок Америки                           | 1е |         |    |    |    |    |
| 2007 | Национальный чемпионат США              | 3е |         |    | 2е | 1е | 12 |
| 2007 | Чемпионат мира                          | 5  | 1е      |    | 1е | 2е |    |
| 2007 | Панамериканские игры                    |    | 1е      |    | 2е | 2е |    |
| 2008 | Национальный чемпионат США              | 2е |         |    | 1е | 1е | 8  |
| 2008 | Азиато-Тихоокеанский чемпионат          | 1е | 1е      |    | 1е | 2е | 4  |
| 2008 | Кубок Америки                           | 1е |         |    |    |    |    |
| 2008 | Олимпийский отборочный турнир           | 2е |         | 5  | 3е | 1е | 2е |
| 2008 | Олимпиада                               | 1е | 2е      |    | 2е | 2е | 3е |